# Mwami
Mwami (au pluriel Bami) et Mwamikazi signifient roi et reine en langue Mashi. Ces deux titres royaux sont communément utilisés dans diverses langues et pays africains. La désignation de Mwami est attribuée aux chefs de clans qui étaient autrefois des royaumes. On retrouve les Bami principalement en République démocratiques du Congo dans le Grand Kivu (le Nord-Kivu, le Sud-Kivu et le Maniema), mais aussi dans d'autres pays et d'autres clans comme chez les tonga, Ila, Lenje en Zambie, au Zimbabwe, au Kenya chez les Luhya ou encore au Rwanda en kinyarwanda et au Burundi en en kirundi.

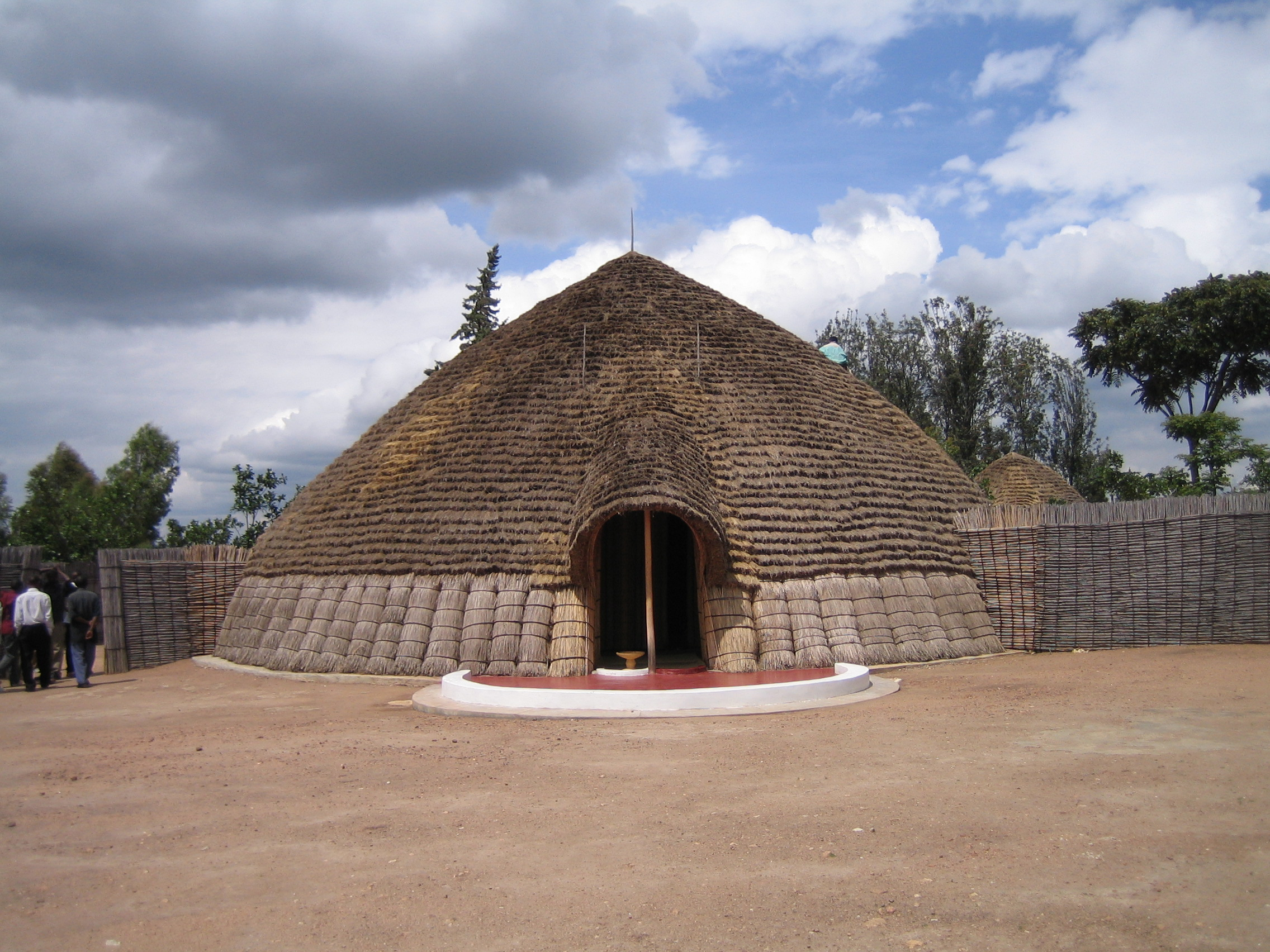
Reconstitution du palais du mwami à Nyanza (Rwanda).

## Exemples de Mwami
- le roi du Rwanda et les chefs de clans ;
- le roi du Burundi ;
- les rois des royaumes se trouvant dans le Nord-Kivu, le Sud-Kivu et le Maniema, dans l'actuelle République démocratique du Congo ;
- le roi chez les Luhya du Kenya[1] ;
- les chefs traditionnels des Bantu Botatwe (litt. les trois peuples) en Zambie, c'est-à-dire les tribus Ila, Lenje et Tonga.

## Royaume du Burundi
- Ntare Ier
- Mwezi Ier
- Mutaga Ier
- Mwambusta Ier
- Ntare II
- Mwezi II
- Mutaga II
- Mwambusta II
- Ntare III
- Mwezi III
- Mutaga III
- Mwambusta III

Depuis l'unification du royaume en 1795 :
- Ntare IV Rugaamba (1795-1852)
- Mwezi IV Gisabo (1852-1908)
- Mutaga IV (1908-1915)
- Mwambutsa IV (1915- 8 juillet 1966)
- Ntare V (8 juillet 1966 - 28 novembre 1966)

## Chefferie de Basile
1. La dynastie Alenga règne depuis plus de cinq siècles chez les Lega orientaux, les Basile. L'actuel Mwami est Kalenga Riziki Lwango II[2].
2. La Chefferie de Bukumu, territoire de Nyiragongo, province du Nord-Kivu en république démocratique du Congo, dont le Mwami est Butsitsi Kahembe IV Isaac.
3. La Chefferie de Bwisha, Territoire de Rutshuru, Province du Nord-Kivu en république démocratique du Congo, dont le Mwami est Rekaturebe Ndeze V Jean-Baptiste (également Vice-Ministre des Affaires Coutumières dans le gouvernement de Judith Suminwa).

### Discographie
- (en) At the Court of the Mwami, Rwanda (Tutsi, Hutu, Twa), Sharp Wood Productions, 1998 (enregistrement 1952)